# US Open (tennis)
 For alternative betydninger, se US Open. (Se også artikler, som begynder med US Open)
United States Open Tennis Championships (US Open) er en tennisturnering, der afvikles på hardcourt. Turneringen har sin oprindelse i et af verdens ældste tennismesterskaber, US National Championship, hvis første mesterskab for mænd blev spillet i 1881. Siden 1987 har US Open være den fjerde og sidste Grand Slam-turnering i tennisåret efter Australian Open, French Open og Wimbledon-mesterskaberne. Mesterskaberne bliver hvert år afholdt fra slutningen af august til begyndelsen af september og varer to uger. Seniormesterskaberne består af fem turneringer: herresingle, damesingle, herredouble, damedouble og mixed double. Derudover afvikles der turneringer for veteraner, juniorer og kørestolsbrugere. Siden 1978 er turneringen blevet spillet på hardcourt-baner (DecoTurf) i USTA Billie Jean King National Tennis Center i New York City, New York, USA. US Open bliver arrangeret af United States Tennis Association, og turneringens overskud anvendes af forbundet til at udvikle tennis i USA.
US Open anvender tiebreaker i afgørende sæt.

## Historie
US National Championships blev første gang afholdt i august 1881 på græsbanerne ved Newport Casino i Newport, Rhode Island, og turneringen var åben for medlemmer af klubber under United States National Lawn Tennis Association (USNLTA). Den første udgave blev vundet af Richard Sears, som endte med at vinde herresingletitlen ved de syv første mesterskaber. Fra 1884 til 1911 anvendte turneringen et system med en udfordringsrunde, hvorved den forsvarende mester automatisk var kvalificeret til næste års finale, hvor vedkommende skulle spille mod vinderen af all comers-turneringen. I 1915 blev det nationale mesterskab flyttet fra Newport, Rhode Island til West Side Tennis Club i Forest Hills, New York City, men allerede i 1911 havde en gruppe spillere anført af Karl H. Behr fra New York forsøgt at få turneringen flyttet til New York. Forbundet havde imidlertid med stemmerne 95-60 besluttet at beholde mesterskabet i Newport. I begyndelsen af 1915 kom spørgsmålet op igen, da ca. 100 tennisspillere underskrev en begæring til fordel for flytningen, og spillerne argumenterede bl.a., at de fleste af tennisklubberne, -spillerne og -fansene fandtes i New York City-området, og at det derfor ville være en fordel for udviklingen af sporten at afholde det nationale mesterskab der. En anden gruppe spillere, herunder otte tidligere nationale mestre, var imidlertid modstandere af forslaget. Forslaget blev bragt til afstemning på USNLTA's årsmøde den 5. februar 1915, og med 128 stemmer for og 119 imod besluttede forsamlingen af flytte mesterskabet. Fra 1921 til 1923 blev turneringen spillet i Germantown Cricket Club i Philadelphia, men den vendte tilbage til Forest Hills i 1924.
I de første år havde mesterskabet kun deltagelse af mænd under navnet U.S. National Singles Championships for Men. Seks år efter mændenes første mesterskab blev det første officielle mesterskab for kvinder, U.S. Women's National Singles Championship, i 1887 afholdt i Philadelphia Cricket Club og vundet af den 17-årige Ellen Hansell fra Philadelphia, sammen med U.S. Women's National Doubles Championship (der dog ikke blev spillet de følgende to år) og U.S. Mixed Doubles Championship (ikke spillet i 1899). Kvindernes turnering anvendte et system med udfordringsrunde fra 1888 til 1918, bortset fra i 1917. Mellem 1890 og 1906 blev der afholdt lokale turneringer i den østlige og vestlige del af landet for at finde de to bedste doublepar, som så spillede om retten til at møde de forsvarende mestre i udfordringsrunden.
Mesterskabet blev tidligt uofficielt anset for et af de største tennismesterskaber, og i 1924 anerkendte International Lawn Tennis Federation det som en af de fire "major tournaments".
Den åbne æra begyndte i 1968, hvor de fem mesterskaber blev fusioneret til US Open, der for første gang blev afholdt som ét samlet arrangement i West Side Tennis Club i Forest Hills, og som for første gang var åben for professionelle spillere. Det år deltog 96 mænd og 63 kvinder i turneringen, og den samlede præmiesum androg $ 100.000.
I 1970 blev US Open den første Grand Slam-turnering, der anvendte tiebreak til at afgøre sæt, der nåede stillingen 6-6. Fra 1970 til 1974 anvendte US Open et tiebeak-format bestående af "bedst af ni point", inden man skiftede til ITF's tiebreak-format. I 1973 blev US Open den første Grand Slam-turnering, hvor vinderne af herre- hhv. damesingle modtog samme beløb i præmiepenge, således at det års to vindere, John Newcombe og Margaret Court begge modtog $ 25.000. Endnu en US Open-opfindelse så dagens lys i 1975, hvor kunstigt lys muliggjorde spil om aftenen for første gang.
I 1978 flyttede turneringen fra West Side Tennis Club, Forest Hills, Queens til det større USTA National Tennis Center i Flushing Meadows, Queens, og samtidig skiftedes underlag fra grus, der blev anvendt de sidste tre år i Forest Hills, til hardcourt (DecoTurf). Jimmy Connors er den eneste spiller, der har vundet US Open på alle tre underlag (græs, grus, hardcourt), mens Chris Evert er den eneste kvinde, der har vundet på to underlag (grus og hardcourt).
US Open er den eneste Grand Slam-turnering, der er blevet spillet hvert år siden dens oprettelse.
I december 2012 blev det offentliggjort, at herresinglefinalen vil blive spillet mandag aften i 2013 og 2014, en beslutning, der var upopulær hos ATP. De foregående fem herresinglefinaler var blevet udsat en dag på grund af ugunstige vejrforhold. Fra 2015 bliver herresinglefinalen flyttet tilbage til dens traditionelle tidspunkt søndag aften.

## Spillested
US Open er siden 1978 blevet spillet i USTA Billie Jean King National Tennis Center, hvor underlaget er hardcourt-materialet DecoTurf, som er et hurtigt underlag, der har en smule mindre friktion og giver bolden et lavere opspring sammenlignet med andre hardcourt-underlag. Derfor har mange serv og flugt-spillere fået succes ved US Open.
Hovedarenaen er Arthur Ashe Stadium med 22.547 siddepladser, der åbnede i 1997. Arenaen er opkaldt efter Arthur Ashe, der var en afroamerikansk tennisspiller, der vandt herresinglefinalen i den første US Open i 1968. Den næststørste bane er Louis Armstrong Stadium, der åbnede i 1978, som resultatet af en omfattende renovering af den oprindelige Singer Bowl. Det var anlæggets hovedbane fra 1978 til 1996, hvor dets højeste tilskuerkapacitet var næsten 18.000. Kapaciteten blev dog reduceret til 10.200 efter åbningen af af Arthur Ashe Stadium. Den tredjestørste bane er Grandstand Stadium med 6.000 siddepladser, som hænger sammen med Louis Armstrong Stadium. I 2011 blev Court 17 åbnet som en fjerde opvisningsbane med store tv-skærme og elektronisk linjedommersystem, der tillader spillerne at udfordre linjedommernes afgørelser. Banen er anlagt forsænket og har derfor fået øgenavnet "The Pit". Oprindeligt havde banen plads til 2.500 tilskuere på midlertidige tribuner men efter færdiggørelsen i 2012 er kapaciteten nu 3.000. Den er placeret i områdets sydvestlige hjørne. Bane 4, 7 og 11 har hver især plads til over 1.000 tilskuere.
Alle banerne, der anvendes ved US Open er belyst, hvilket betyder at tv-dækningen af turneringen kan fortsætte ind i bedste sendetid for at skabe højere seertal. Der har på det seneste været anvendt til fordel for USA Network – og nu ESPN2 – i kabel-tv og især for CBS, den amerikanske tv-kanal, der i mange år har sendt turneringen, som brugte sin indflydelse til at flytte damesinglefinalen til lørdag aften for at tiltrække flere tv-seere.
I 2005 fik alle tennisbanerne til US Open (og til turneringerne i US Open Series) området inden for linjerne farvet blåt, for at forbedre gengivelsen af bolden på tv. Området uden for linjerne forblev dog grønt.
USTA National Tennis Center blev opkaldt efter den firedobbelte mester og tennispioner Billie Jean King under US Open 2006.

## Præmier

### Trofæer
Tekst mangler, hjælp os med at skrive teksten

### Pengepræmier 2023[18]
| Rækker               | Vinder     | Finalist   | Semifinalist | Kvartfinalist | Taber i 4. runde | Taber i 3. runde | Taber i 2. runde | Taber i 1. runde | Taber i 3. kval.runde | Taber i 2. kval.runde | Taber i 1. kval.runde |
| Herre- og damesingle | $3,000,000 | $1,800,000 | $775,000     | $455,000      | $284,000         | $191,000         | $123,000         | $81,500          | $45,000               | $34,500               | $22,000               |
| Herre- og damedouble | $700,000   | $350,000   | $180,000     | $100,000      | $58,000          | $36,800          | $22,000          | —                | —                     | —                     | —                     |
| Mixed double         | $170,000   | $85,000    | $42,500      | $23,200       | $14,200          | $8,300           | —                | —                | —                     | —                     | —                     |

### Rangeringspoint i 2024
| Række       | Vinder | Finalist | Semifinalist | Kvartfinalist | Taber i 4. runde | Taber i 3. runde | Taber i 2. runde | Taber i 1. runde | Q  | Q3 | Q2 | Q1 |
| Herresingle | 2000   | 1300     | 800          | 400           | 200              | 100              | 50               | 10               | 30 | 16 | 8  | 0  |
| Herredouble | 2000   | 1300     | 800          | 400           | 200              | 100              | 0                | —                | —  | —  | —  | —  |
| Damesingle  | 2000   | 1300     | 780          | 430           | 240              | 130              | 70               | 10               | 40 | 30 | 20 | 2  |
| Damedouble  | 2000   | 1300     | 780          | 430           | 240              | 130              | 10               | —                | —  | —  | —  | —  |

## Mestre

### Tidligere mestre
- US Open-mesterskabet i herresingle
- US Open-mesterskabet i damesingle
- US Open-mesterskabet i herredouble
- US Open-mesterskabet i damedouble
- US Open-mesterskabet i mixed double

### Nuværende mestre (2012)
- Andy Murray vandt herresingletitlen i 2012. Det var hans først grand slam-titel og den første i US Open.
- Serena Williams vandt damesingletitlen i 2012. Den var hendes 15. grand slam-titel i damesingle og hendes fjerde i US Open.
- Bob Bryan var en del af det vindende par i herredouble i 2012. Det var hans 12. grand slam-titel i herredouble og den 4. herredoubletitel i US Open.
- Mike Bryan var en del af det vindende par i herredouble i 2012. Det var hans 12. grand slam-titel i herredouble og den 4. herredoubletitel i US Open.
- Sara Errani var en del af det vindende par i damedouble i 2012. Det var hendes anden grand slam-titel i damedouble og den 1. i US Open.
- Roberta Vinci var en del af det vindende par i damedouble i 2012. Det var hendes anden grand slam-titel i damedouble og den 1. i US Open.
- Jekaterina Makarova var en del af det vindende par i mixed double i 2012. Det var hendes første grand slam-titel i damedouble og den første i US Open.
- Bruno Soares var en del af det vindende par i mixed double i 2012. Det var hans første grand slam-titel i mixed double og den første i US Open.

## Rekorder
Opdateret efter US Open 2012.
| Køn                | Rekord                                       | Periode    | Spiller(e)                                            | Antal            | År |
| ------------------ | -------------------------------------------- | ---------- | ----------------------------------------------------- | ---------------- | --- |
| Mænd siden 1881    | Flest herresingletitler                      | Før 1968   | Richard Sears Bill Larned Bill Tilden                 | 7                | 1881, 1882, 1883, 1884, 1885, 1886, 1887 1901, 1902, 1907, 1908, 1909, 1910, 1911 1920, 1921, 1922, 1923, 1924, 1925, 1929 |
| Mænd siden 1881    | Flest herresingletitler                      | Efter 1967 | Jimmy Connors Pete Sampras Roger Federer              | 5                | 1974, 1976, 1978, 1982, 1983 1990, 1993, 1995, 1996, 2002 2004, 2005, 2006, 2007, 2008                                     |
| Mænd siden 1881    | Flest herresingletitler i træk               | Før 1968   | Richard Sears                                         | 7                | 1881, 1882, 1883, 1884, 1885, 1886, 1887                                                                                   |
| Mænd siden 1881    | Flest herresingletitler i træk               | Efter 1967 | Roger Federer                                         | 5                | 2004, 2005, 2006, 2007, 2008                                                                                               |
| Mænd siden 1881    | Flest herredoubletitler                      | Før 1968   | Richard Sears James Dwight Holcombe Ward              | 6                | 1882, 1883, 1884, 1885, 1886, 1887 1882, 1883, 1884, 1885, 1886, 1887 1899, 1900, 1901, 1904, 1905, 1906                   |
| Mænd siden 1881    | Flest herredoubletitler                      | Efter 1967 | Bob Lutz Stan Smith John McEnroe Bob Bryan Mike Bryan | 4                | 1968, 1974, 1978, 1980 1979, 1981, 1983, 1989 2005, 2008, 2010, 2012 2005, 2008, 2010, 2012                                |
| Mænd siden 1881    | Flest herredoubletitler i træk               | Før 1968   | Richard Sears James Dwight                            | 6                | 1882, 1883, 1884, 1885, 1886, 1887 1882, 1883, 1884, 1885, 1886, 1887                                                      |
| Mænd siden 1881    | Flest herredoubletitler i træk               | Efter 1967 | Todd Woodbridge Mark Woodforde                        | 2                | 1995, 1996 |
| Mænd siden 1881    | Flest mixed double-titler                    | Før 1968   | Bill Tilden Bill Talbert                              | 4                | 1913, 1914, 1922, 1923 1943, 1944, 1945, 1946                                                                              |
| Mænd siden 1881    | Flest mixed double-titler                    | Efter 1967 | Bob Bryan                                             | 4                | 2003, 2004, 2006, 2010 |
| Mænd siden 1881    | Flest titler i alt (single + double + mixed) | Før 1968   | Bill Tilden                                           | 16               | 1913–1929 (7 i single, 5 i double, 4 i mixed double)                                                                       |
| Mænd siden 1881    | Flest titler i alt (single + double + mixed) | Efter 1967 | John McEnroe Bob Bryan                                | 8                | 1979–1989 (4 i single, 4 i double) 2003–2012 (4 i double, 4 i mixed double)                                                |
| Mænd siden 1881    | Yngste herresinglemester                     | I alt      | Pete Sampras                                          | 19 år, 1 måned   | 19 år, 1 måned |
| Kvinder siden 1887 | Flest damesingletitler                       | Før 1968   | Molla Bjurstedt Mallory                               | 8                | 1915, 1916, 1917, 1918, 1920, 1921, 1922, 1926                                                                             |
| Kvinder siden 1887 | Flest damesingletitler                       | Efter 1967 | Chris Evert                                           | 6                | 1975, 1976, 1977, 1978, 1980, 1982                                                                                         |
| Kvinder siden 1887 | Flest damesingletitler i træk                | Før 1968   | Molla Bjurstedt Mallory Helen Jacobs                  | 4                | 1915, 1916, 1917, 1918 1932, 1933, 1934, 1935                                                                              |
| Kvinder siden 1887 | Flest damesingletitler i træk                | Efter 1967 | Chris Evert                                           | 4                | 1975, 1976, 1977, 1978 |
| Kvinder siden 1887 | Flest damedoubletitler                       | Før 1968   | Margaret Osborne duPont                               | 13               | 1941, 1942, 1943, 1944, 1945, 1946, 1947, 1948, 1949, 1950, 1955, 1956, 1957                                               |
| Kvinder siden 1887 | Flest damedoubletitler                       | Efter 1967 | Martina Navratilova                                   | 9                | 1977, 1978, 1980, 1983, 1984, 1986, 1987, 1989, 1990                                                                       |
| Kvinder siden 1887 | Flest damedoubletitler i træk                | Før 1968   | Margaret Osborne duPont                               | 10               | 1941, 1942, 1943, 1944, 1945, 1946, 1947, 1948, 1949, 1950                                                                 |
| Kvinder siden 1887 | Flest damedoubletitler i træk                | Efter 1967 | Virginia Ruano Pascual Paola Suárez                   | 3                | 2002, 2003, 2004 2002, 2003, 2004                                                                                          |
| Kvinder siden 1887 | Flest mixed double-titler                    | I alt      | Margaret Osborne duPont Margaret Court                | 8                | 1943, 1944, 1945, 1946, 1950, 1958, 1959, 1960 1961, 1962, 1963, 1964, 1965, 1969, 1970, 1972                              |
| Kvinder siden 1887 | Flest mixed double-titler                    | Før 1968   | Margaret Osborne duPont                               | 8                | 1943, 1944, 1945, 1946, 1950, 1958, 1959, 1960                                                                             |
| Kvinder siden 1887 | Flest mixed double-titler                    | Efter 1967 | Margaret Court Billie Jean King Martina Navratilova   | 3                | 1969, 1970, 1972 1971, 1973, 1976 1985, 1987, 2006                                                                         |
| Kvinder siden 1887 | Flest titler i alt (single + double + mixed) | I alt      | Margaret Osborne duPont Margaret Court                | 25 18            | 1941–1960 (3 i single, 13 i double, 9 i mixed double) 1961–1975 (5 i single, 5 i double, 8 i mixed double)                 |
| Kvinder siden 1887 | Flest titler i alt (single + double + mixed) | Før 1968   | Margaret Osborne duPont                               | 25               | 1941–1960 (3 i single, 13 i double, 9 i mixed double)                                                                      |
| Kvinder siden 1887 | Flest titler i alt (single + double + mixed) | Efter 1967 | Martina Navratilova                                   | 16               | 1977–2006 (4 i single, 9 i double, 3 i mixed double)                                                                       |
| Kvinder siden 1887 | Yngste damesinglemester                      | I alt      | Tracy Austin                                          | 16 år, 8 måneder | 16 år, 8 måneder |

## Eksterne links
- US Open – officielt website
- Satellitbillede af banerne (Google Maps)
- US Open - Forgotten by history: The unsung founder of the US Open (12. september 2020) (engelsk)